# Gasoline Alley
Az 1970-es Gasoline Alley Rod Stewart második szólólemeze. 2008-ban jelent meg újrakevert kiadása a Lilith Records gondozásában.
2006-ban bekerült az 1001 lemez, amit hallanod kell, mielőtt meghalsz című könyvbe.

## Az album dalai
| 1. | Gasoline Alley    | Rod Stewart, Ronnie Wood          | 4:02 |
| 2. | It's All Over Now | Bobby Womack, Shirley Jean Womack | 6:22 |
| 3. | Only a Hobo       | Bob Dylan                         | 4:13 |
| 4. | My Way of Giving  | Ronnie Lane, Steve Marriott       | 3:55 |

| 1. | Country Comfort                             | Elton John, Bernie Taupin              | 4:42 |
| 2. | Cut Across Shorty                           | Wayne P. Walker, Marijohn Wilkin       | 6:28 |
| 3. | Lady Day                                    | Stewart                                | 3:57 |
| 4. | Jo's Lament                                 | Stewart                                | 3:24 |
| 5. | You're My Girl (I Don't Want to Discuss It) | Dick Cooper, Beth Beatty, Ernie Shelby | 4:27 |

## Helyezések

### Album
| Év   | Lista                | Helyezés |
| ---- | -------------------- | -------- |
| 1970 | Billboard Pop Albums | 27       |

### Kislemezek
| Év   | Kislemez          | Lista                  | Helyezés |
| ---- | ----------------- | ---------------------- | -------- |
| 1993 | Cut Across Shorty | Mainstream Rock Tracks | 16       |

## Közreműködők
- Rod Stewart – ének, gitár a Jo's Lament-en, producer
- Martin Quittenton – akusztikus gitár, gitár
- Ronnie Wood – gitár, akusztikus gitár, basszusgitár
- Sam Mitchell - slide gitár
- Ronnie Lane – basszusgitár, ének a My Way Of Giving-en
- Ian McLagan – zongora, orgona
- William Gaff – fütty
- Dennis O'Flynn – nagybőgő
- Dick Powell – hegedű
- Stanley Matthews – mandolin
- Mick Waller – dob
- Kenney Jones – dob
- Pete Sears – zongora, basszusgitár

## Fordítás
Ez a szócikk részben vagy egészben a Gasoline Alley (album) című angol Wikipédia-szócikk ezen változatának fordításán alapul.  Az eredeti cikk szerkesztőit annak laptörténete sorolja fel. Ez a jelzés csupán a megfogalmazás eredetét és a szerzői jogokat jelzi, nem szolgál a cikkben szereplő információk forrásmegjelöléseként.